# Јобибит
Јобибит се користи као јединица мере података у рачунарству и износи 1.208.925.819.614.629.174.706.176 (280) бита (1024 зебибита).